# Джамоати Таджикистану
Джамоа́т — адміністративна одиниця 3 порядку у Таджикистані, на які поділяються райони. Згідно із Законом Республіки Таджикистан «Про органи самоуправління у селищі та селі» джамоати є тими органами влади, які здійснюють місцеве управління в межах колишніх радянських сільських та селищних рад. До джамоатів також прирівнюються селища (колишні селища міського типу), які відносяться до міських поселень, але не мають статусу міста. На сьогодні райони Таджикистану поділені на 370 джамоатів та 57 селищ.